# دانکن دوکواری
دانکن دوکواری (انگلیسی: Duncan Dokiwari؛ زادهٔ ۱۵ اکتبر ۱۹۷۳) بوکسور اهل نیجریه بود.